# Pseudomiza tamahonis
Pseudomiza tamahonis är en fjärilsart som beskrevs av Matsumura 1931. Pseudomiza tamahonis ingår i släktet Pseudomiza och familjen mätare. Inga underarter finns listade.